# Bataille de Mariel
Pour les articles homonymes, voir Mariel.
La bataille de Mariel est un affrontement naval livré le 10 février 1828, au large de Mariel, à Cuba.

## Déroulement
Le 28 septembre 1821, le Mexique acquiert son indépendance, après plusieurs années de guerre cruelle avec l'Espagne. Ce pays possède encore d'importantes colonies dans le golfe du Mexique, telles que Porto Rico ou Cuba, et les autorités mexicaines redoutent qu'elles ne servent de bases à des expéditions de revanche pour l'ancienne puissance coloniale, qui n'a pas encore accepté sa défaite.
C'est dans ces conditions que mûrit à Mexico le projet de chasser les Espagnols de Cuba et à cette fin, une flotte est nécessaire. Très rapidement, le caractère irréaliste du projet apparait ; cependant une escadre composée de trois brigantins, les Hermon, Bravo et Guerrero, est confiée au commodore américain David Porter, avec pour mission de harceler les lignes de communication ennemies dans la région, ce qui, à défaut de contraindre les Espagnols à quitter Cuba, permet au moins d'être informé de leurs intentions et peut-être de gêner, voire d'empêcher leurs tentatives de reconquête.
Au début de l'année 1828, la petite escadre mexicaine croise dans les eaux cubaines. Le 10 février, le Guerrero commandé par le capitaine David Henry Porter, le neveu du commodore Porter, aperçoit au large de Mariel, plusieurs navires de commerce espagnols, escortés par le brigantin Marte et la goélette Amélia. Le Guerrero passe à l'attaque et contraint à la fuite les bâtiments ibériques. Les autorités de La Havane sont avisées aussitôt de l'incident et réagissant avec la plus grande célérité, envoient la frégate Lealtad armée de cinquante canons, à l'encontre de l'intrus.

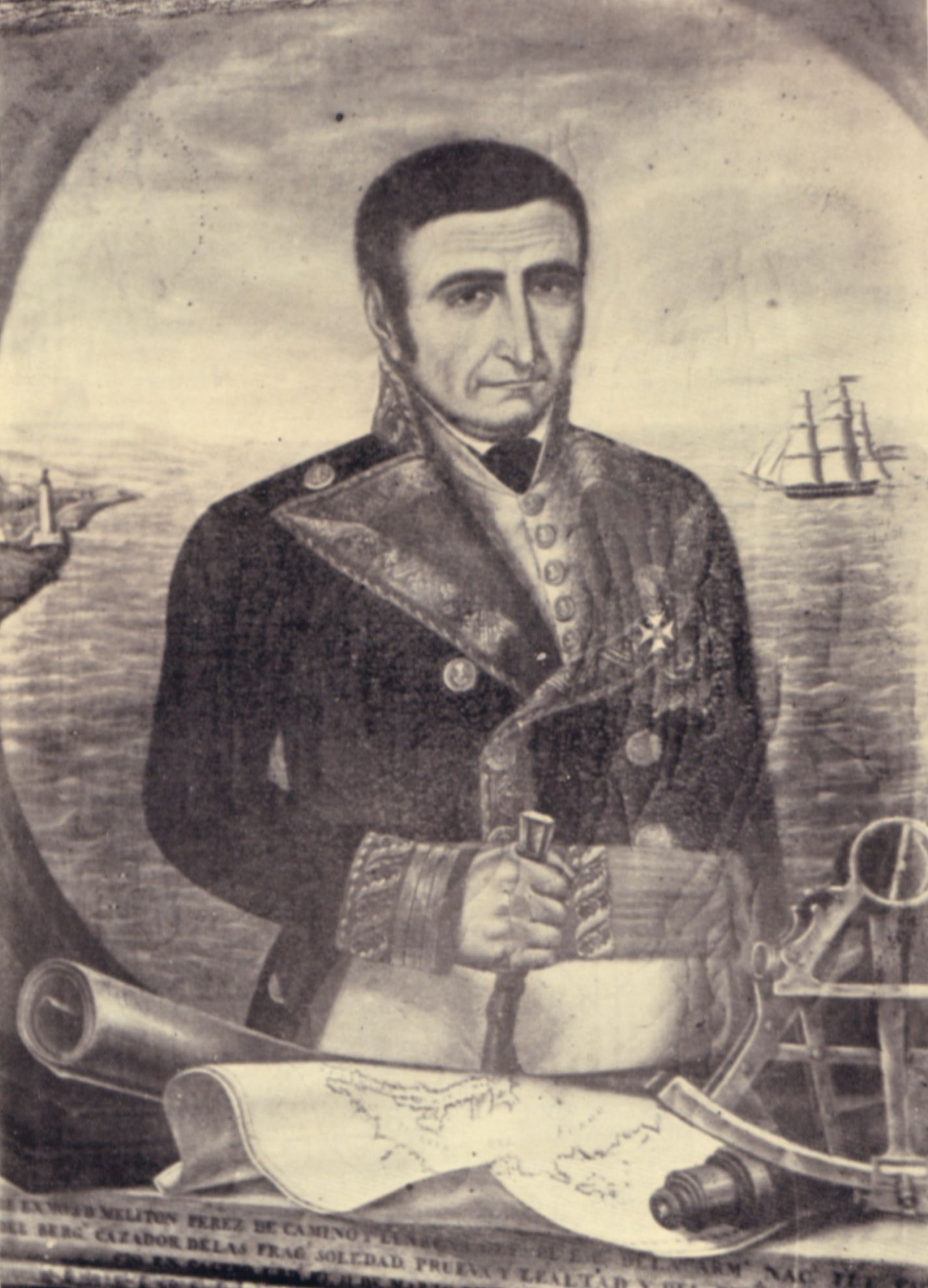
Melitón Pérez del Camino

En fin d'après-midi, le Guerrero est repéré par la Lealtad. Le navire mexicain tente de fuir, mais la frégate espagnole est plus rapide et parvient à le rattraper. L'alternative offerte à David Henry Porter est simple : ou se rendre ou livrer bataille, sachant que la puissance du navire espagnol ne laisse guère de doute quant à l'issue de l'affrontement. Après consultation de l'équipage, David Henry Porter choisit pourtant la lutte et la canonnade s'engage. Après deux heures et demie d'un combat inégal, lors duquel périt le capitaine américain, le Guerrero est contraint d'amener son pavillon. Les Espagnols ramènent le navire vaincu à La Havane et après réparation, l'intègrent à leur flotte, sous le nouveau nom de El Cautivo.
Les inquiétudes des Mexicains quant aux intentions belliqueuses des Espagnols devaient se révéler fondées. En 1829, une puissante expédition quitte Cuba et débarque à Tampico, pour essayer de reprendre pied au Mexique. Elle est cependant battue par les troupes du général Antonio López de Santa Anna et avec cette déroute, s'envolent définitivement les derniers espoirs de reconquête espagnols.